# 蘇約區
蘇約區（西班牙語：Distrito de Suyo），是秘魯的一個區，位於該國西北部皮烏拉大區的阿亞瓦卡省，始建於1857年1月2日，面積1,084.4平方公里，海拔高度399米，2005年人口12,063，人口密度每平方公里11人。
4°30′45″S 80°00′10″W / 4.5125°S 80.0027°W